# Ефективна густина станів
Ефективна густина станів — характеристика енергетичної зони напівпровідника, яка визначає кількість вільних станів 
у зоні, які можуть заселятися носіями заряду, при скінченній температурі.
Розраховується у розрахунку на одиницю об'єму напівпровідника. Вимірюється здебільшого в кількості станів на см3.

## Фізична природа
Електрони у зоні провідності можуть мати різну енергію, але в результаті взаємодії між собою й 
коливаннями кристалічної ґратки релаксують до менших енергій. Ймовірність електрона мати енергію E визначається розподілом Фермі-Дірака й густиною станів при даній енергії. При скінченній температурі найважливішою є область енергій шириною 
приблизно {\displaystyle k_{B}T} над дном зони провідності.
Аналогічним чином, для дірок у валентній зоні найважливішою є область енергій шириною 
приблизно {\displaystyle k_{B}T} під верхом валентної зони.

## Формули для розрахунку
Сумарна кількість електронів у зоні провідності визначається формулою
{\displaystyle n=N_{C}J_{1/2}\left({\frac {\mu -E_{C}}{k_{B}T}}\right)},
де {\displaystyle J_{j}(\eta )} - інтеграл Фермі — Дірака, а {\displaystyle N_{C}} - ефективна густина станів у зоні провідності.
У випадку однодолинної параболічної зони з ефективною масою {\displaystyle m_{e}^{*}}
{\displaystyle N_{C}=2\left({\frac {m_{e}^{*}k_{B}T}{2\pi \hbar ^{2}}}\right)^{3/2}},
де {\displaystyle \hbar } - приведена стала Планка.
Відповідним чином вводиться ефективна густина станів для дірок у валентній зоні 
{\displaystyle N_{V}=2\left({\frac {m_{h}^{*}k_{B}T}{2\pi \hbar ^{2}}}\right)^{3/2}},
де {\displaystyle m_{h}^{*}} - ефективна маса дірки.
У випадку кількох еквівалентних долин в зоні вираз для обчислення ефективної густини станів змінюється: ефектривна густина множиться на кількість 
долин {\displaystyle n_{val}}, крім того ефективна маса в долинах стає тензором. Наприклад, для ефективної густини станів для електронів у зоні провідності 
{\displaystyle N_{C}=2n_{val}\left({\frac {(m_{e\perp }^{*2}m_{e\parallel }^{*})^{1/3}k_{B}T}{2\pi \hbar ^{2}}}\right)^{3/2}}.